# Seleh
A la música gamelan de Java, la nota seleh (o nada seleh) és aquella que finalitza un gatra (unitat melòdica de quatre temps). Té una funció destacada, ja que actua com a pol final dels diversos fils que conformen la textura musical.
L'estructura melòdica principal que sustenta les peces per a gamelan s'anomena balungan. Aquesta estructura està formada per unitats de quatre temps (els gatra). En aquest sentit és similar a gran part de la música occidental, però en difereix en la posició del temps fort. Mentre que a la música occidental normalment trobem l'accent rítmic al primer temps de cada compàs, en la música gamelan cau a l'últim temps de cada gatra. Es relaciona aquest últim temps amb la nota que s'hi interpreta: la nota seleh.
La nota seleh té un rol crucial a l'hora de decidir els patrons ornamentals (cengkok o sekaran) que executaran instruments com el bonang. Normalment, el patrò ha d'elaborar-se tenint en compte que cada nota seleh ha de coincidir amb la del balungan, per tal d'aconseguir consonància aural.